# .410 bore

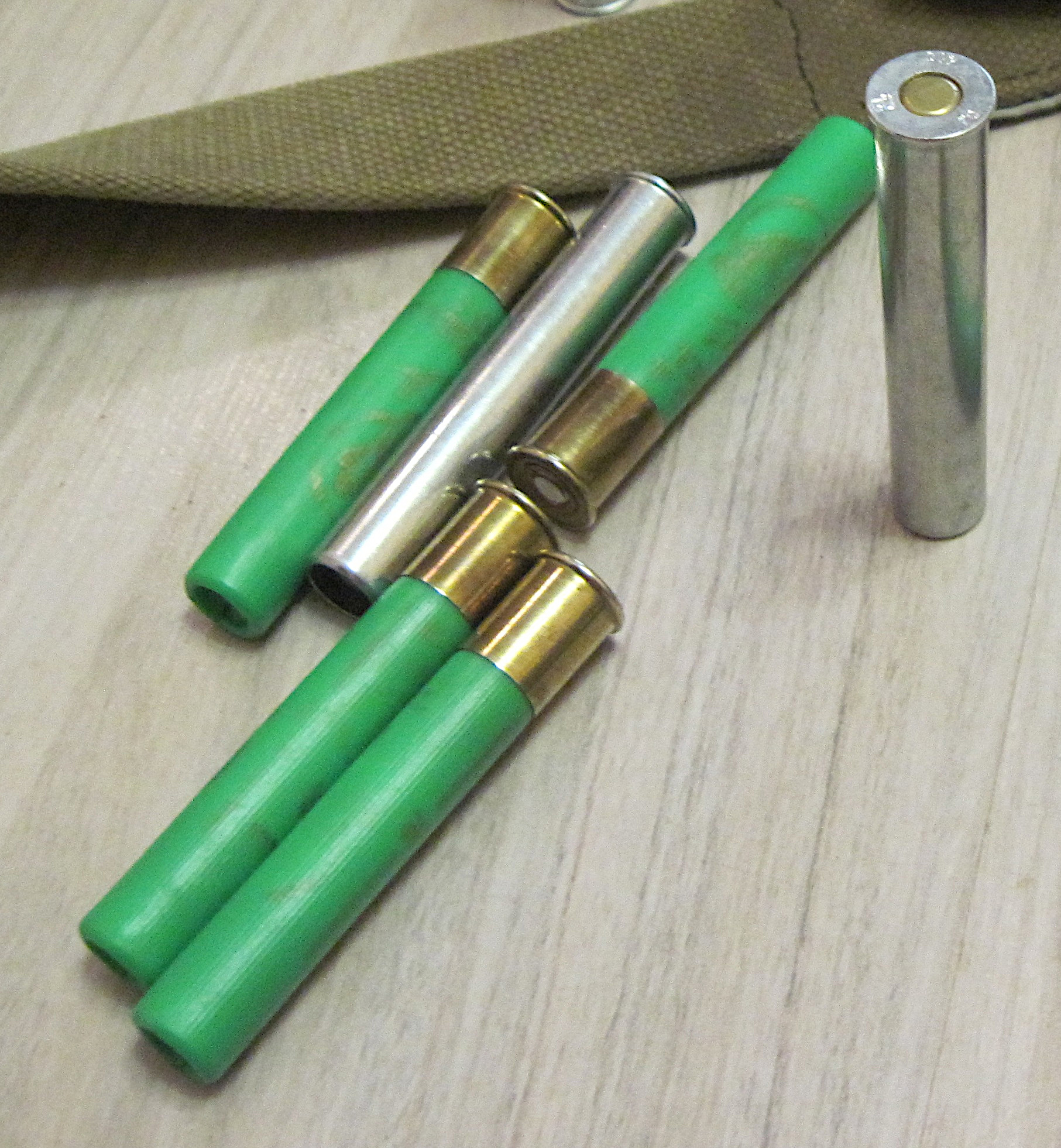
Exemplares do cartucho .410 bore, plásticos e metálicos.

O .410 bore ("four ten") ou calibre .410, que no Brasil é coloquialmente chamado de calibre 36 (e é a designação mais frequentemente usada), é o cartucho de espingarda de menor calibre comumente disponível. Uma espingarda de calibre .410 carregada com chumbos é adequada para caça de pequenos animais e controle de pragas. O .410 bore começou a ser usado no Reino Unido em armas de jardim junto com outros cartuchos do mesmo porte como .360 e os No.3, No.2 e No.1 de fogo circular. Os cartuchos .410 têm dimensões de base semelhantes ao cartucho .45 Colt, permitindo que muitas armas de fogo de um único tiro, bem como algumas derringers com câmara daquele calibre, disparem cartuchos .410 sem nenhuma modificação.

## Origem
Cartuchos de fogo central e de espiga no calibre .410 no "padrão Lancaster" apareceram pela primeira vez nos panfletos da "Eley Brothers Ltd." em 1857. Em 1874, a Eleys estava anunciando cartuchos de fogo central .410 modernos. Parece ter se tornado popular por volta de 1900, embora tenha sido recomendado como "adequado às necessidades dos naturalistas, armas de jardim e armas dissimuladas" (como bengalas por exemplo), presumivelmente para autodefesa, em 1892 por W. W. Greener. A primeira munição tinha 2,0 polegadas (50,8 mm) de comprimento, em comparação com os tamanhos modernos de 2,5 (63,5 mm) e 3,0 polegadas (76 mm). Estão disponíveis em estojos de alumínio, mas não são recarregáveis, e também em estojos de papel ou plástico. Estojos de latão de comprimento total podem ser encontradas e são recarregáveis. Os cartuchos de latão podem ser feitos a partir de estojos do .444 Marlin e também são recarregáveis.
Espingardas carregadas com cartuchos .410 são adequadas para caça de pequenos animais e controle de pragas; incluindo coelhos, esquilos, cobras, ratos, pássaros, pombas, etc. Um .410 carregado com balotes de 1/4 de onça (~7 gramas) é eficaz contra animais maiores, como coiotes e veados.
Enquanto um .410 é inferior ao tradicional calibre 12 para uso defensivo, várias empresas comercializam armas defensivas com câmara de .410, como o Mossberg 500 Home Security Model, o Smith & Wesson Governor e o Taurus Judge. Munições defensivas contendo bagos diversos, balotes e cargas combinadas são comuns. A American Derringer e a Winchester comercializam munições carregadas com cinco chumbos "000" em cartuchos de 3 polegadas (76 mm) e três chumbos em cartuchos de 2,5 polegadas (64 mm). Cargas combinadas, como as "Winchester Supreme Elite .410", são carregadas com três discos de 71 grãos e doze chumbos "BB".